# Roses (Girona)
Roses település Spanyolországban, Girona tartományban. Roses Palau-saverdera, La Selva de Mar, El Port de la Selva, Cadaqués és Castelló d’Empúries községekkel határos. Lakosainak száma 20 362 fő (2024).

## Népesség
A település népessége az elmúlt években az alábbi módon változott:
| Lakosok száma | 377  | 2966 | 2823 | 3575 | 9329 | 14 687 | 20 197 | 19 600 | 19 550 | 20 362 |
|               | 1717 | 1887 | 1936 | 1960 | 1986 | 2004   | 2009   | 2014   | 2019   | 2024   |